# Battaglia del Vesuvio (73 a.C.)
La battaglia del Vesuvio fu uno scontro tra una milizia romana comandata dal pretore Gaio Claudio Glabro e un gruppo di schiavi ribelli guidati dal gladiatore Spartaco.
La battaglia ebbe luogo durante la terza guerra servile nel 73 a.C. sulle pendici del vulcano campano e fu vinta dalle forze ribelli che sconfissero una forza di circa tremila avversari.

## Antefatti
Nel 73 a.C., un gruppo di circa duecento gladiatori del ludus di Capua, appartenente a Gneo Cornelio Lentulo Batiato, progettarono una fuga; quando il loro piano fu scoperto, settanta di loro si impossessarono di attrezzi da cucina, e con questi si aprirono le porte della scuola, appropriandosi in seguito di diversi carri contenenti armi e armature per gladiatori.[15]
Una volta liberi, i gladiatori fuggiaschi elessero tra loro dei capi, due schiavi gallici, Crixo ed Enomao, e Spartaco, che pare fosse un ausiliario tracio dell'esercito romano poi ridotto in schiavitù o forse un prigioniero di guerra.[16][17] La nazionalità di Spartaco è dubbia, in quanto un thraex era una tipologia di gladiatore, e dunque il titolo "Tracio" potrebbe derivare dallo stile al quale era addestrato per i giochi gladiatorii.[18]
Gli schiavi fuggiaschi furono capaci di sconfiggere un piccolo contingente di truppe inviato da Capua, e si impadronirono dell'equipaggiamento militare sottratto ai nemici aggiungendolo alle loro armi da gladiatore.[19] Le fonti si contraddicono riguardo ai fatti immediatamente successivi alla fuga, ma in generale concordano nel dire che i gladiatori fuggitivi saccheggiarono la zona intorno a Capua, arruolando altri schiavi tra le loro file, e si asserragliarono poi in una posizione più difendibile sul Vesuvio.[16][20]
Quello stesso anno, comunque, Roma decise di inviare contro gli schiavi delle forze al comando di un pretore, col compito di porre fine alla ribellione. Il pretore in questione, Gaio Claudio Glabro, raccolse 3 000 uomini,[21] ma non tra le legioni, bensì «rapidamente e casualmente, in quanto i Romani non consideravano ancora questa una guerra, ma un'incursione, una specie di ladrocinio».[16] Le forze di Glabro assediarono gli schiavi sul Vesuvio, bloccando l'unica via di uscita nota: bloccati i ribelli, Glabro si accontentò di attendere fino al momento in cui la fame e gli stenti li avrebbero costretti ad arrendersi.

## Battaglia
Quando Glabro cinse d'assedio la posizione sulla quale si erano asserragliati Spartaco e i suoi, quest'ultimi, approfittando dell'oscurità, riuscirono ad aggirare l'accerchiamento (calandosi da un fianco del vulcano con corde ricavate da tralci di vite) senza che le sentinelle romane se ne accorgessero, per cui riuscirono addirittura a circondare l'accampamento romano e, forti dell'effetto sorpresa, l'attaccarono, sterminando gran parte dei legionari, mentre altri ancora si davano a una precipitosa fuga.

## Conseguenze
Questo successo militare ottenuto grazie all'esperienza militare di Spartaco e alla sua sagacia tattica fece accorrere tra le sue file un enorme numero di schiavi fuggitivi, pastori e contadini poveri dei dintorni del Vesuvio, sicché la cinta d'assedio posta intorno al vulcano fu spezzata e più legioni romane finirono per essere successivamente e nettamente sconfitte in Campania